# Palazzo Capponi-Covoni

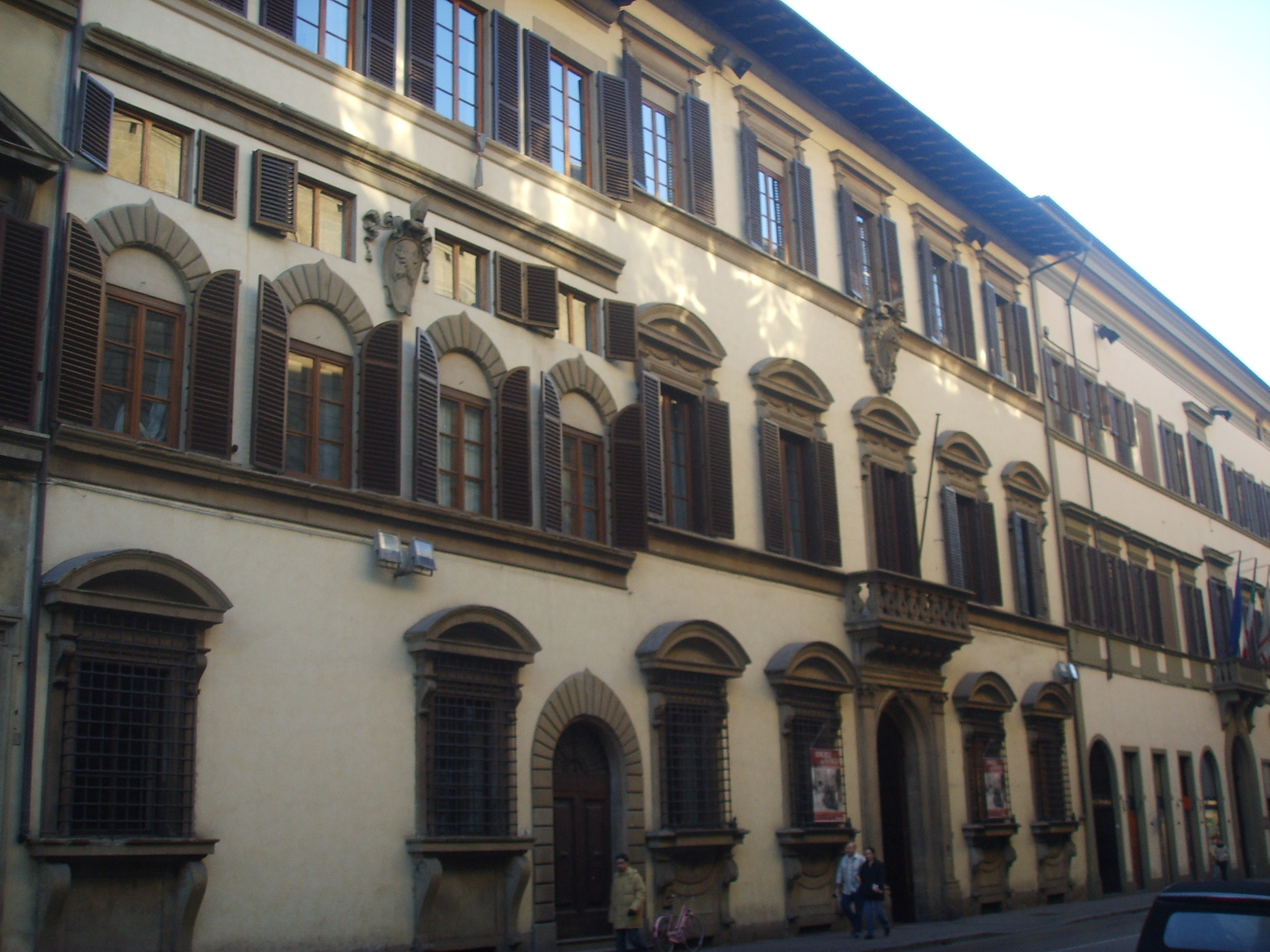
Fachada do Palazzo Capponi-Covoni.

O Palazzo Capponi-Covoni é um palácio de Florença que se encontra nos números 4 e 6 da Via Cavour.

## História e Arquitectura

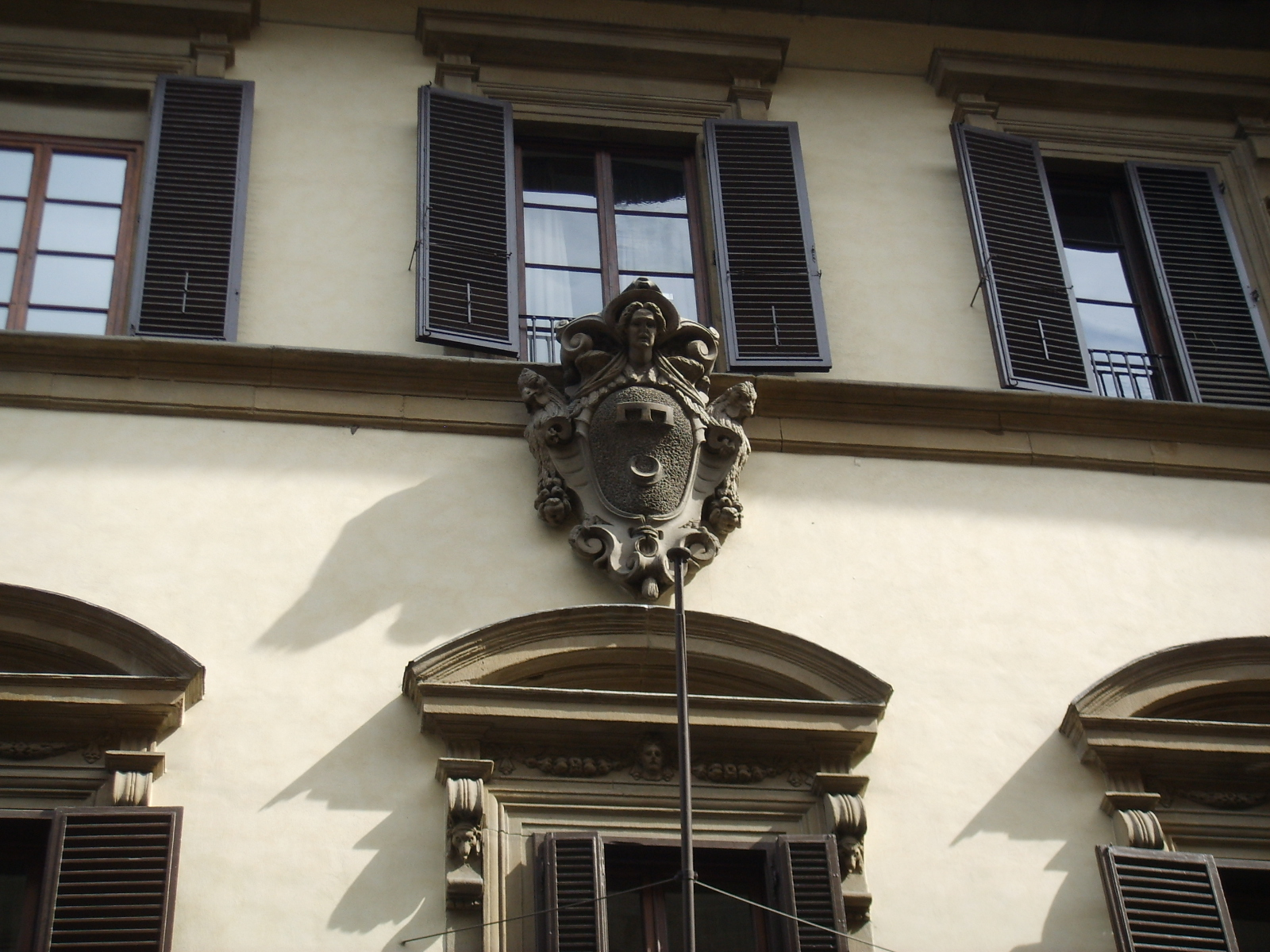
Brasão dos Covoni nafachada do palácio.

O palácio foi mandado construir por Piero Capponi, tesoreiro pontifício do Papa Paulo V (não o célebre condottiero homónimo), pelo arquitecto Gherardo Silvani, o qual o concluiu em 1623, sendo considerado a sua obra prima.
Mais tarde, em 1730, também o palácio Milanesi foi adquirido pelo Marquês Pier Ruberto Capponi, quinhentista, à direita do seu palácio, tendo unido o interior das duas casas por obra do arquiteto Orlandi, enquanto as fachadas forma mantidas desiguais, como se vê até hoje. Naquela época, foram refeitos o pátio e a loggia.
O palácio foi vendido à antiga família dos Covoni no início do século XVIII, os quais também tinham propriedades na Via Ghibellina e na Via della Vigna Vecchia.
Deste modo, o palácio apresenta-se actualmente com uma estranha mistura de estilos diferentes. À direita, apresenta um brasão dos Covoni (fatia de lua encimada por um ancinho), enquanto à esquerda existe um brasão Risaliti, com duas garras leoninas cruzadas, encimadas pelo capelo eclesiástico.
O piso térreo, com as janelas ajoelhadas, encimadas por tímpanos semi-circulares, e o reboco contínuo é bastante uniforme. Já no primeiro andar, as cornijas marca-piso evidenciam dois níveis diferentes, sendo o estilo das aberturas bastante diverso: com arco ogival em pedra à esquerda, com cornijas e tímpanos semi-circulares à direita. Também no andar superior os níveis do piso são diferentes, como sugere o nível desigual do marca-piso.
Atualmente, no palácio têm sede alguns dos gabinetes da Região Toscana, estabelecida, também, no contíguo Palazzo Panciatichi (com os ambientes internos de ambos a apresentarem-se unidos), e uma sede expositiva, também mantida pela Região Toscana. Desde 2000, serve de sede ao "Parlamento Regional dos Estudantes".

## Galeria de imagens

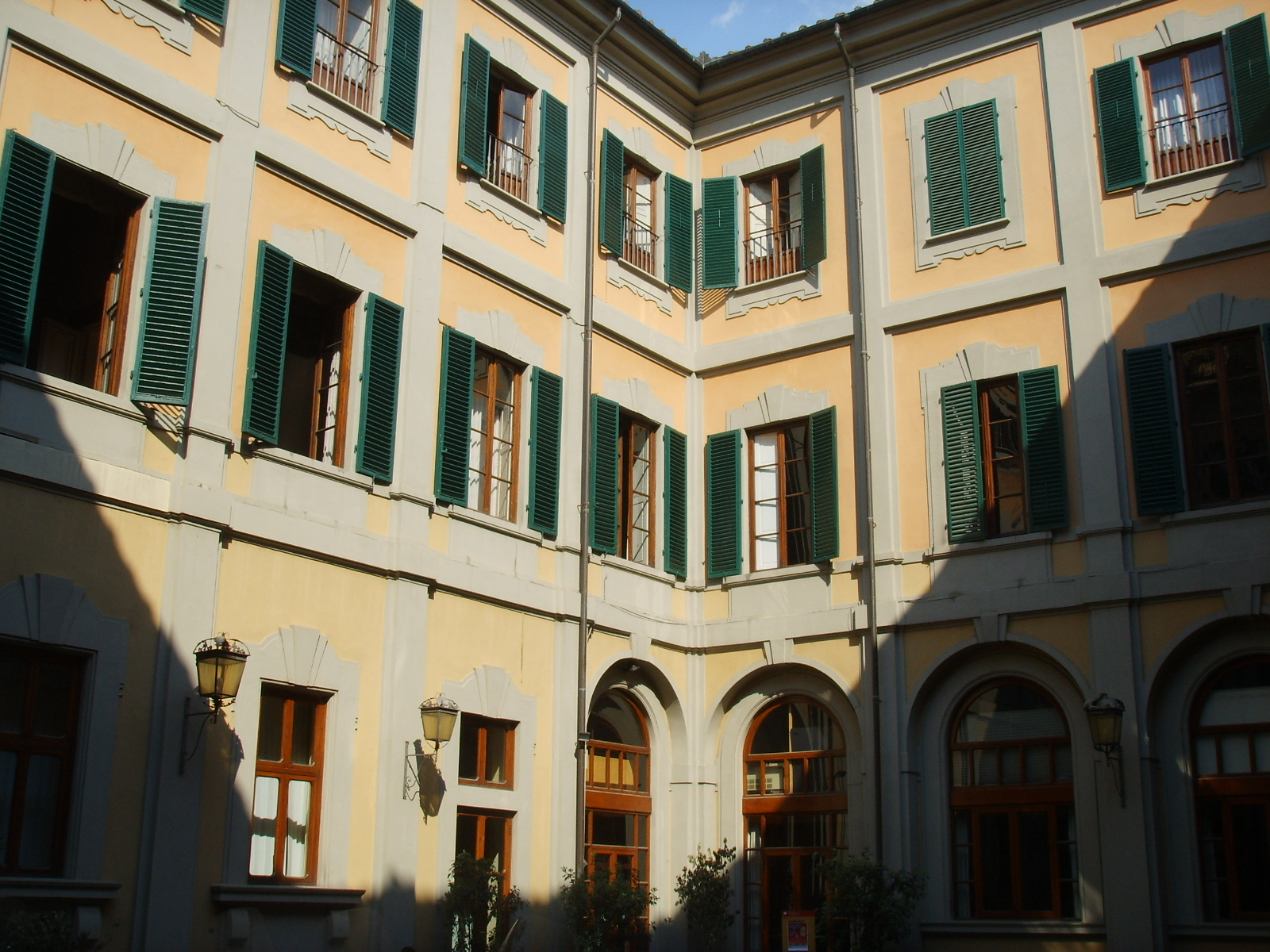
O pátio interno
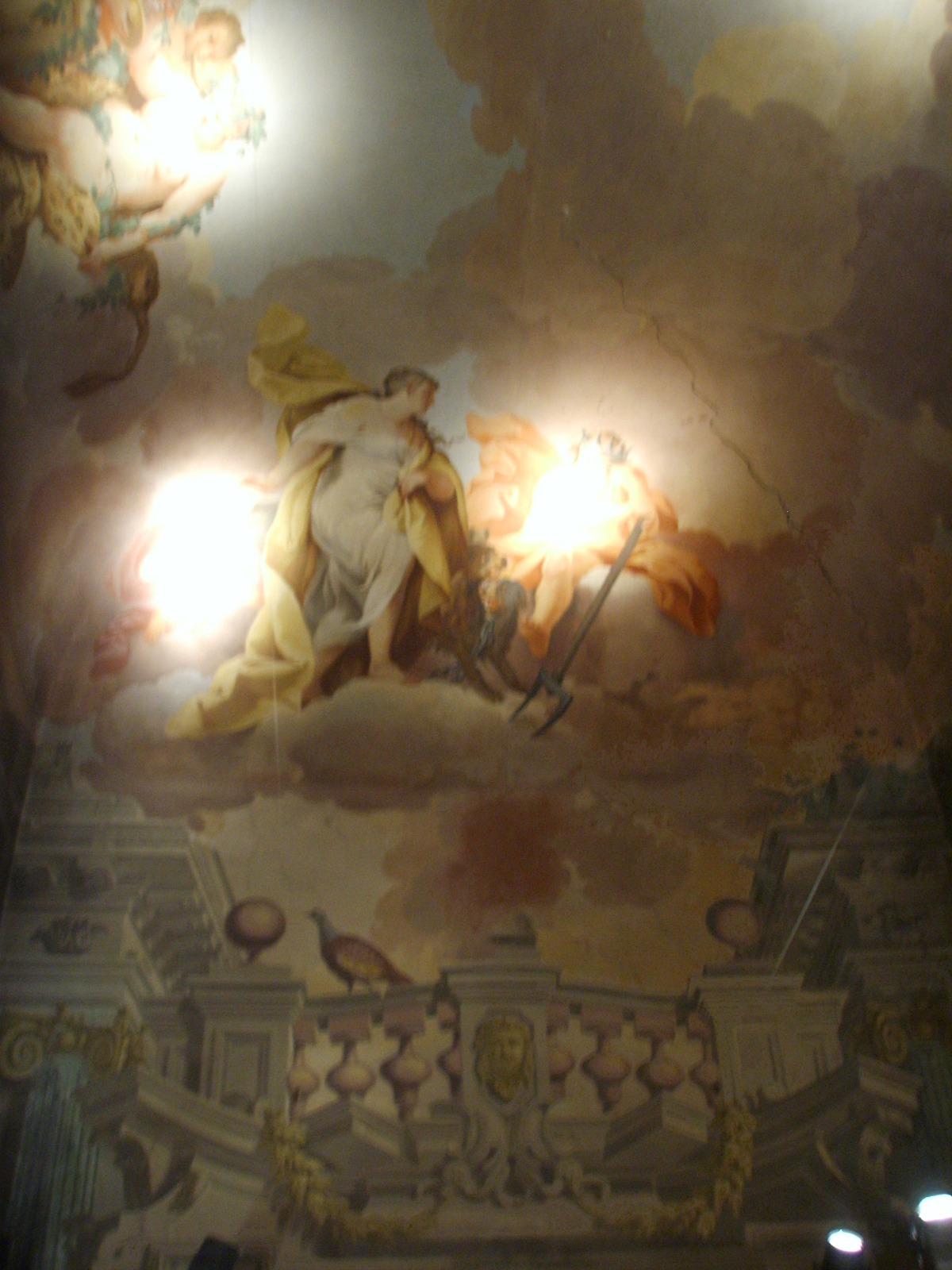
A galeria afrescada
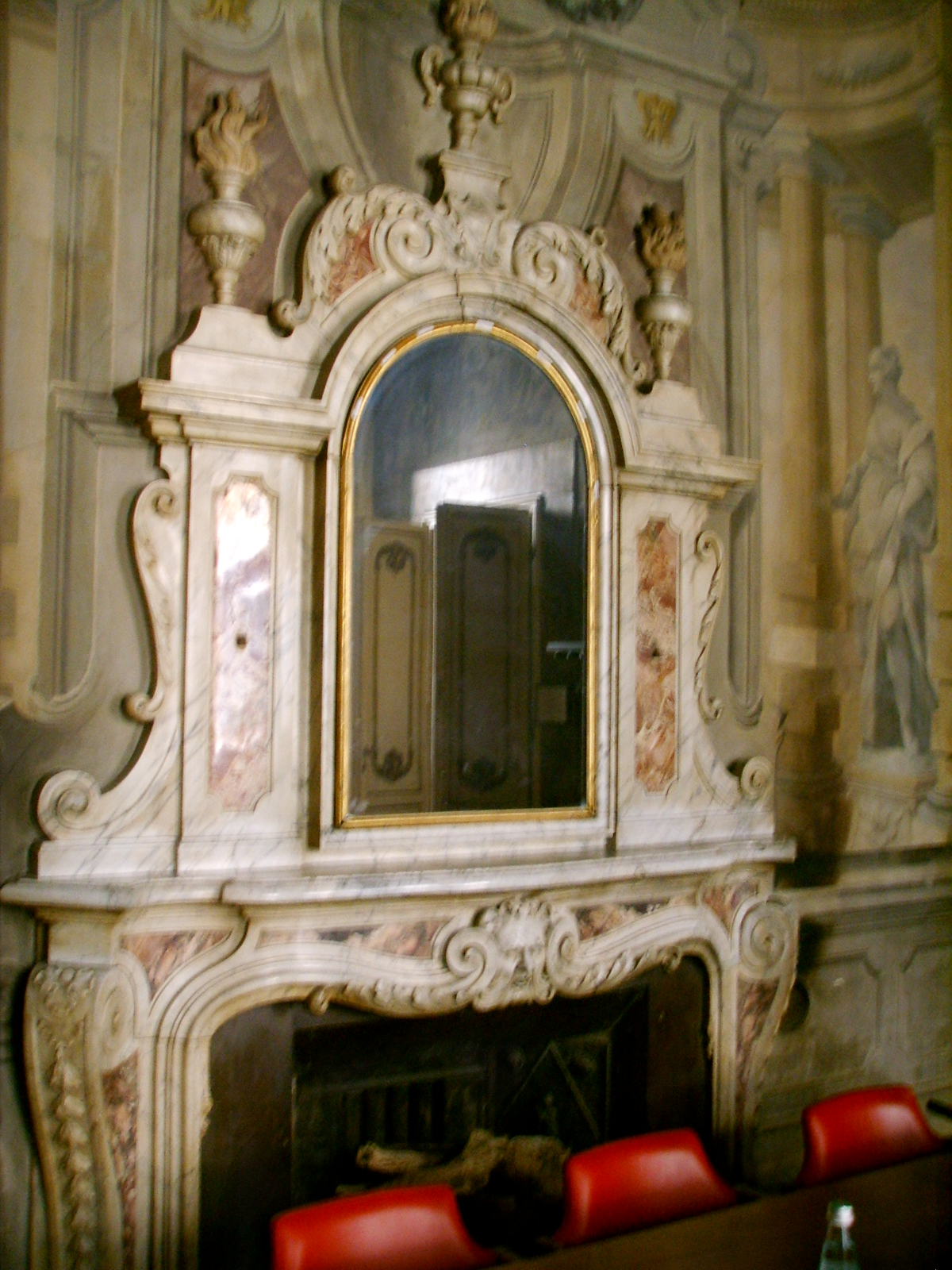
Sala com lareira monumental
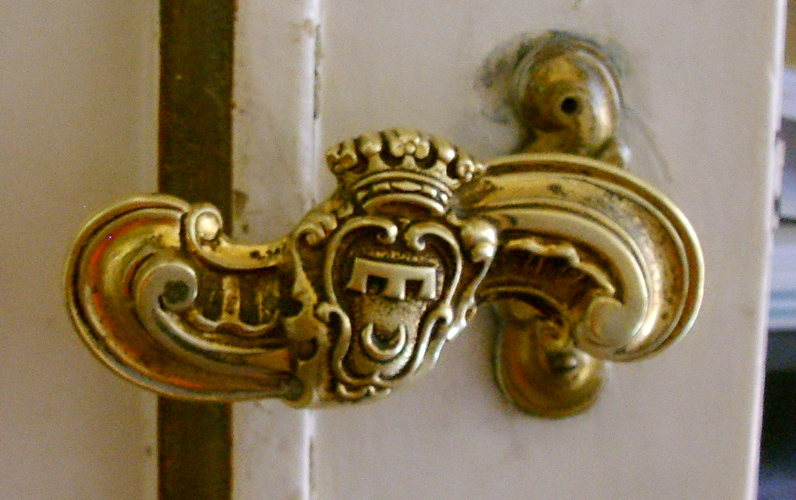
Maçaneta com o brasão dos Covoni